# 일본화물항공
일본화물항공(영어: Nippon Cargo Airlines, 일본어: 日本貨物航空)은 일본의 화물 항공사로 본사는 도쿄도 미나토구에 위치해 있으며 지점의 경우 미국의 시카고를 비롯하여 홍콩과 네덜란드의 암스테르담에 두고 있으며 대한민국 지점은 서울특별시 중구에 위치해 있다.

## 역사
- 1958년 : 해운 각사(일본우선, 카와사키 기선, 상선 미츠이)에 의한 화물 항공 회사 설립을 구상
- 1978년 : 일본 유센 주식회사 및 전일본공수, 일본통운의 공동 출자로 설립
- 1983년 : 정기 항공 운송 면허 취득. 일본통운은 면허 화물 혼재 사업자의 경영 참가에 의해 컨소시엄에서 탈퇴
- 1984년 : IATA 가입 승인 및 보잉 747-200F 도입
- 1985년 : 최초 화물 노선 취항 및 부정기 항공 운송 사업 면허를 취득
- 1998년 : 일본과 미국 항공 교섭에 의해 지정선발 기업에 승격 및 중화인민공화국 노선 취항
- 2003년 : IATA 정회원 승격
- 2004년 : 홍콩에 현지 법인 NLV(영어: NCA Logistics Venture)를 설립해 삼국간 화물 수송 강화.
- 2005년 : 전일본공수의 지분을 일본 유센 주식회사에 매각 및 보잉 747-400F 1호기 (JA01KZ)를 도입 및 보잉 747-8F 주문
- 2006년 : 급유를 위해 보잉 747-400F 기종으로 앵커리지에 기항하고 있던 유럽 화물 직항 노선 개시.
- 2007년 : 영업과 운송의 핵심이 되는 NCA Japan 설립.
- 2008년 : 보잉 747-200F가 퇴역 및 운항 업무 및 정비 업무를 완전 자립화 시키고 항공 회사의 자사 오퍼레이션 체제가 확립.
- 2009년 : 일본항공과 코드쉐어 협정 및 나리타 국제공항내 정비용 행거의 공용 개시.
- 2010년 : JAL CARGO와 통합 발표.
- 2012년 : 보잉 747-8F 도입.

## 운항 노선
- 2015년 9월 기준으로 일본화물항공은 다음과 같은 노선을 운항하고 있다.

| 도시                                                                          | 공항 IATA   | 공항 ICAO | 공항 이름    | 비고 |
| ----------------------------------------------------------------------------- | ----------- | --------- | ------------ | ---- |
| 서울/인천 \|\| align=center\|ICN \|\| align=center\|RKSI \|\| 인천            |             |           |              |      |
| 도쿄 \|\| align=center\|NRT \|\| align=center\|RJAA \|\| 나리타               | 허브        |           |              |      |
| 오사카 \|\| align=center\|KIX \|\| align=center\|RJBB \|\| 간사이             | 포커스 시티 |           |              |      |
| 나고야 \|\| align=center\|NGO \|\| align=center\|RJGG \|\| 주부               | 포커스 시티 |           |              |      |
| 기타큐슈 \|\| align=center\|KKJ \|\| align=center\|RJFR \|\| 기타큐슈         |             |           |              |      |
| 오키나와 \|\| align=center\|OKA \|\| align=center\|ROAH \|\| 나하             |             |           |              |      |
| 상하이 \|\| align=center\|PVG \|\|align=center\|ZSPD \|\| 푸둥                |             |           |              |      |
| 홍콩 \|\| align=center\|HKG \|\|align=center\|VHHH \|\| 홍콩                  |             |           |              |      |
| 타이베이 \|\| align=center\|TPE \|\| align=center\|RCTP \|\| 타오위안         |             |           |              |      |
| 방콕 \|\| align=center\|BKK\|\|align=center\|VTBS \|\| 수완나품               |             |           |              |      |
| 싱가포르 \|\| align=center\|SIN \|\| align=center\|WSSS \|\| 창이             |             |           |              |      |
| 프랑크푸르트                                                                  | HHN         | EDFH      | 프랑크푸르트 |      |
| 암스테르담 \|\| align=center\|AMS \|\| align=center\|EHAM \|\| 스키폴         |             |           |              |      |
| 밀라노 \|\| align=center\|MXP \|\| align=center\|LIMC \|\| 말펜사             |             |           |              |      |
| 뉴욕 \|\| align=center\|JFK \|\| align=center\|KJFK \|\| 존 F. 케네디         |             |           |              |      |
| 댈러스 \|\| align=center\|DFW \|\| align=center\|KDFW \|\| 포트워스           |             |           |              |      |
| 로스앤젤레스 \|\| align=center\|LAX \|\| align=center\|KLAX \|\| 로스앤젤레스 |             |           |              |      |
| 샌프란시스코 \|\| align=center\|SFO \|\| align=center\|KSFO \|\| 샌프란시스코 |             |           |              |      |
| 시카고 \|\| align=center\|ORD\|\| align=center\|KORD \|\| 오헤어              |             |           |              |      |
| 앵커리지 \|\| align=center\|ANC \|\| align=center\|PANC \|\| 테드 스티븐스    |             |           |              |      |

## 보유 기종
- 2021년 2월 기준으로 일본화물항공 다음과 같은 기종을 보유하고 있으며 평균 기령은 6.8년으로 기령이 짧은 편에 속한다.[3][4]

### 퇴역 기종

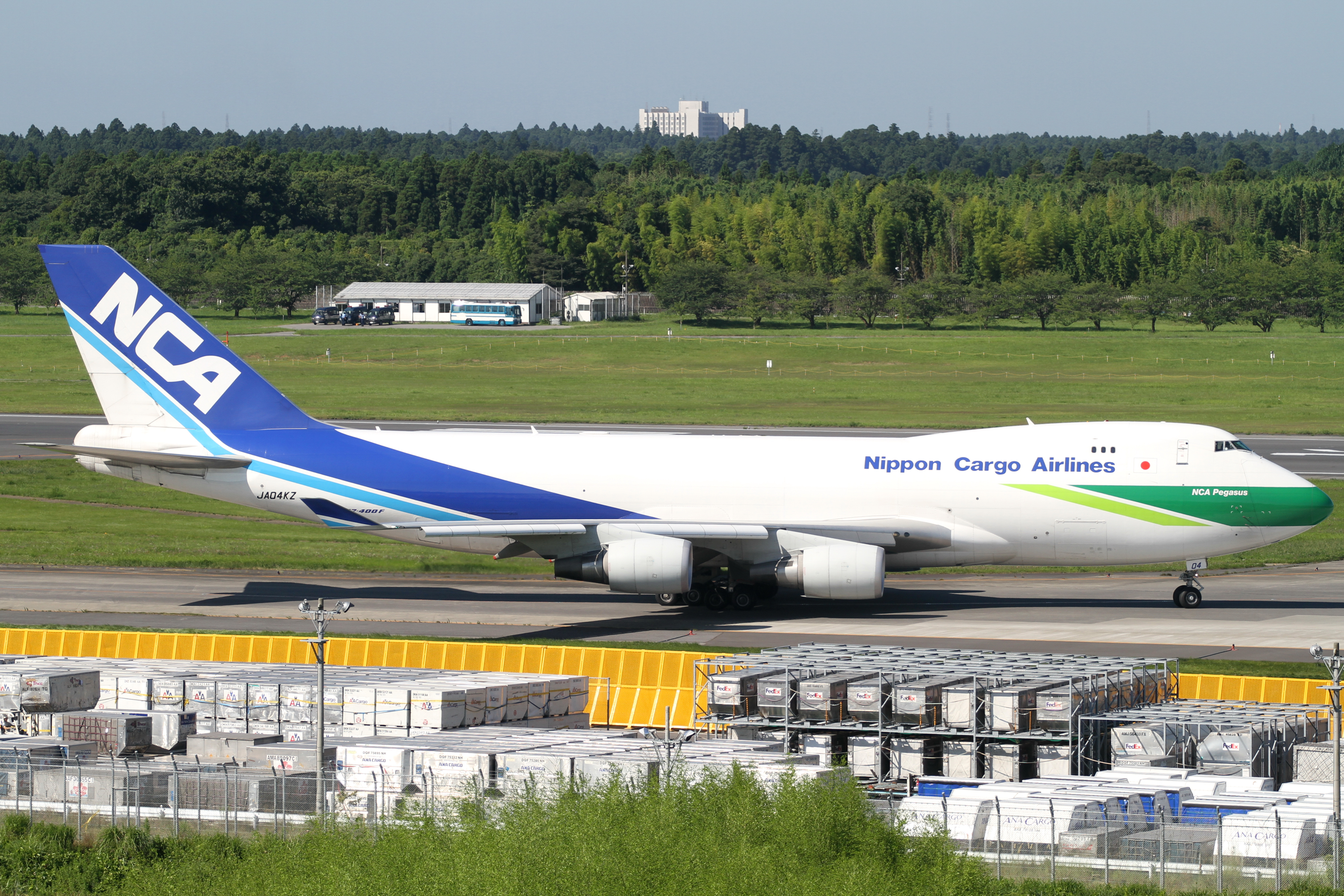
보잉 747-400F

## 사진

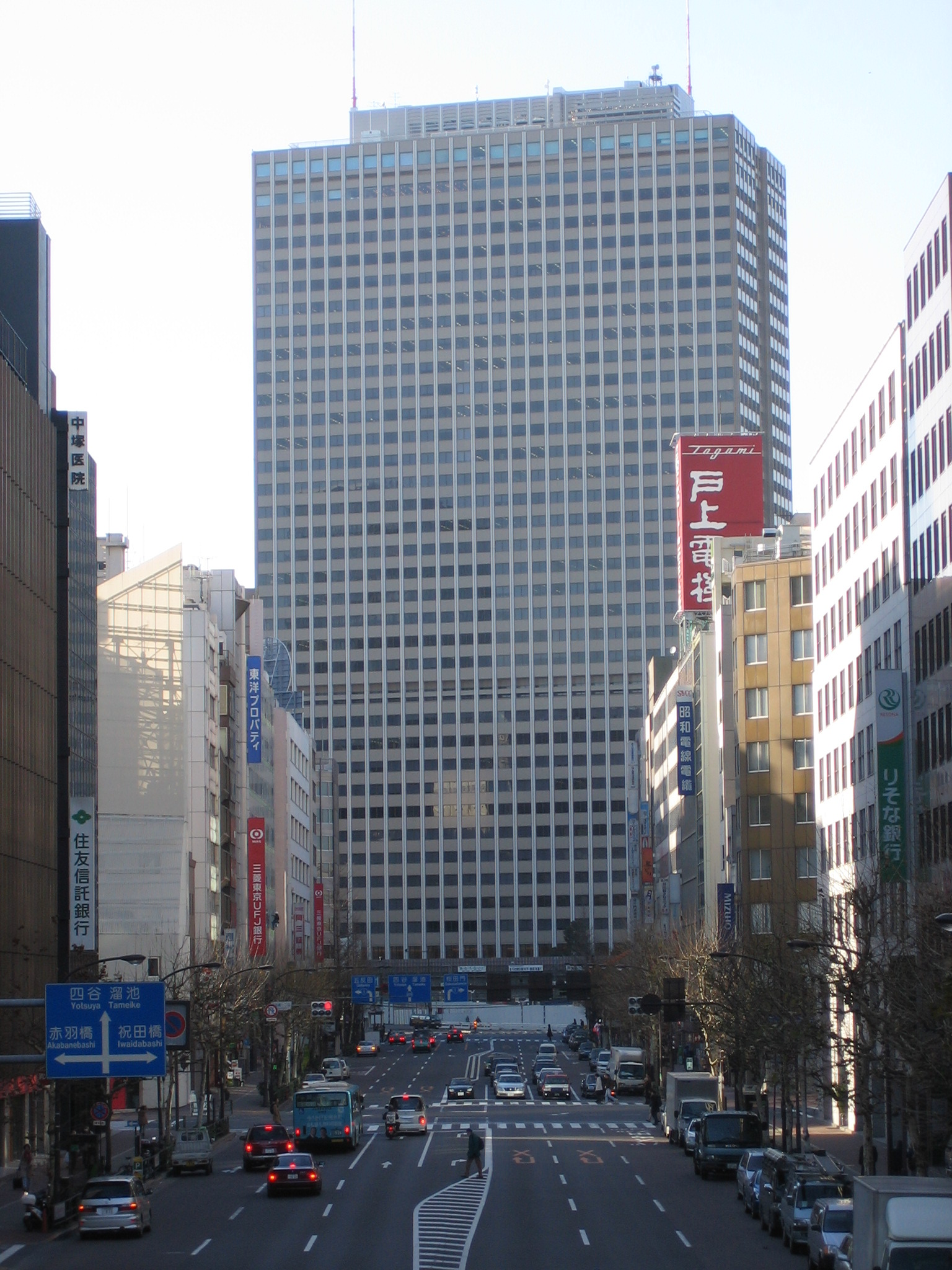
일본화물항공 구 본사